# Humphrey Lyttelton

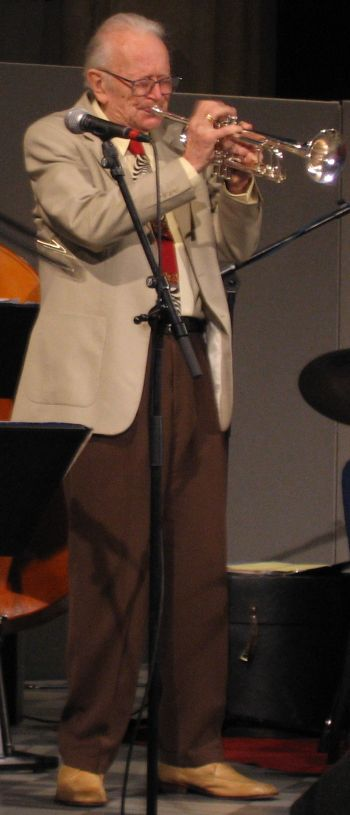
Humphrey Lyttelton (2006)

Humphrey Lyttelton – Tailgate

Humphrey Lyttelton – Bad Penny Blues

Humphrey Richard Adeane Lyttelton (* 23. Mai 1921 in Eton, Berkshire, England; † 25. April 2008 in London) war ein britischer Jazztrompeter (auch Kornettist), Bandleader und Autor.

## Leben
Der aus dem britischen Adel stammende Lyttelton begann im Jahre 1943 bei George Webbs Dixielanders, mit denen er ab 31. Dezember 1943 insgesamt 15 Titel aufnahm. Im November 1948 gründete er eine eigene Band, die zeitweise aus folgenden Mitgliedern bestand: Humphrey Lyttelton (Klarinette oder Trompete), Keith Christie (Posaune), Wally Fawkes (Klarinette), Ian Christie (Klarinette), George Webb (Piano), Buddy Vallis (Banjo), John Wright (Bass), Bernard Saward oder George Hopkinson (Schlagzeug) und Micky Ashman. Im klassischen New Orleans-Jazz-Stil entstand am 4. Mai 1948 für das Label Tempo die erste Aufnahme mit dem Titel Tailgate, Jenny's Ball folgte am 11. Mai 1948. Erste Single wurde jedoch als Tempo A 10 der Titel Jenny's Ball veröffentlicht, gefolgt von Tailgate (Tempo A 12). Eine umfassende Aufnahmesession fand am 30. November 1948 im Tonstudio statt, die mit dem Irish Black Bottom eingeleitet wurde. Am 13. November 1949 spielte Lyttelton sechs Aufnahmen mit Sidney Bechet in London ein. Er wechselte dann mit seiner Band im Oktober 1950 zu Parlophone Records, wo er vom neuen Produzenten George Martin in den Abbey Road Studios aufgenommen wurde.
Lytteltons größter Erfolg, der sogar mit einem Rang 19 in den britischen Pop-Charts belohnt wurde, war der Bad Penny Blues, aufgenommen am 20. April 1956 in den Studios der IBC (International Broadcasting Corporation) und produziert von dem jungen Joe Meek, zusammen mit Denis Preston. Das eingängige Piano-Riff wurde später von den Beatles bei deren Hit Lady Madonna aufgegriffen.
Er nahm am Newport Jazz Festival teil, das ab dem 3. Juli 1959 begann, und gab seither auch Konzerte auf dem europäischen Kontinent. Lyttelton ging vom New-Orleans-Stil aus und nahm sukzessive Elemente des Swing in sein Spiel auf. Er spielte mit Musikern unterschiedlicher Stilrichtungen wie Bud Freeman, Jimmy Skidmore, Cab Kaye, Kathy Stobart, Tony Coe, Chris Pyne, Karen Sharp, Eddie Taylor und Danny Moss. Nach dem Urteil des Jazz Podium hielt er „im Gegensatz zu so manchem Trad-Jazz-Kollegen in England an einer geschmackvollen, swingenden Spielweise ohne Kompromisse fest“.
Seit den frühen 1950er-Jahren wirkte er auch als Organisator von Konzerten im 100 Club, der ab 1956 Lytteltons Namen trug. Seit 1967 arbeitete er des Weiteren für die BBC und präsentierte The Best of Jazz auf BBC Radio 2 sowie ab 1972 auf BBC Radio 4 als Spielleiter die satirische Radio-Spielshow I’m Sorry I Haven’t a Clue.
Lyttelton hat sich außerdem erfolgreich als Buchautor betätigt und arbeitete zwischen 1949 und 1956 als Karikaturist für die Daily Mail.

## Diskographie (Auswahl), Aufnahmedatum
Tempo Records:
- Canal Street Blues (Tempo; Testpressung), 4. Mai 1948
- Jenny's Ball (Tempo A 10), 11. Mai 1948
- Tailgate (Tempo A 12), 4. Mai 1948

Parlophone Records:
- Irish Black Bottom, Memphis Blues und Maple Leaf Rag; 30. November 1949
- Careless Love Blues, Come On And Stomp, Stomp, Stomp; 25. Januar 1950
- Straight From The Wood, 25. Januar 1950
- Careless Love Blues, 15. Februar 1950
- Snake Rag und Hopfrog, 29. März 1950
- Ice Cream, 26. April 1950
- Froggie Moore, 26. April 1950
- Snag It, I Like To Go Back In The Evening, Chattanooga Stomp; 19. Juli 1950
- Dallas Blues, Cakewalkin' Babies Back Home, Down Home Rag; 23. August 1950
- 1919 March, 27. September 1950
- Trouble In Mind, 11. Oktober 1950
- Panama Rag, Buddy's Habits; 25. Oktober 1950
- Get Out Of Here And Go On Home, On Treasure Island, Wolverine Blues; 22. November 1950
- D.J.C. Blues, 22. November 1950
- Trog's Blues, Wolverine Blues; 24. Januar 1951
- Panama, Gatemouth, The Dormouse, Kater Street Rag; 28. Februar 1951
- Tom Cat Blues, Mezz's Blues, Suffolk Air, Yes Suh; 21. März 1951
- The Old Grey Mare, Waitin' For The Robert E.Lee, Down Home Rag, Apex Blues; 23. Mai 1951
- One Man Went To Blow, 11. Juni 1951
- Tia Juana, It's Over Now, Chicago Buzz, Randolph Turpin Stomp; 24. Oktober 1951
- Fidgety Feet, I'm Crying Too, March Hare, Falling Blues; 26. Februar 1952
- Friendless Blues, Original Jelly Roll Blues, Fat Tuesday, Mam'selle Josephine; 15. April 1952
- Ain't Misbehavin', Beale Street Blues; 2. Oktober 1952
- Mam'selle Josephine, Shake It And Break It, Jail Break; 20. Januar 1953
- Maryland, My Maryland, Blue For Waterloo, Young Woman Blues; 28. April 1953
- Red For Piccadilly, Kater Street Rag; 3. Juni 1953
- Fours Company, Forty And Tight; 17. September 1953
- Martiniquen Song, Ain't Cha Got Music, Just Once For All Time, Texas Moaner 27. Oktober 1953
- Joshua Fit The Battle Of Jericho, East Coast Trot, Breeze; 29. Dezember 1953
- Mainly Traditional, Oh ! Dad; 7. April 1954
- Mezz's Tune, Jelly Bean Blues; 9. Juni 1954
- Ace In The Hole, Coffee Grinder; 2. Dezember 1954
- The Fish Seller, The Glory Of Love; 24. März 1955
- P.T.Q.Rag, Heat Wave; 4. August 1955
- Slippery Horn, Handful Of Keys; 20. Oktober 1955
- She's Cryin' For Me, The Lady In Red, 13. Dezember 1955
- Pagin' Mr.Fagin, Skeleton In The Cupboard; 24. Januar 1956
- Close Your Eyes, 29. März 1956
- Waiting For Picard, Sugar Rose, Bad Penny Blues; 20. April 1956
- Love, Love, Love, Echoing The Blues; 30. Juli 1956
- Looking For Turner, Doin' The Rounds; 3. August 1956
- Christopher Columbus, That's My Home, Swing Out; 27. August 1956
- A Jazz Concert With Humphrey Lyttelton And His Band

## Bücher
- Humphrey Lyttelton: It Just Occurred to Me…: An Autobiographical Scrapbook (Robson Books Ltd: London, September 2006) (224 S., ISBN 1-86105-901-9)
- Tim Brooke-Taylor, Graeme Garden, Barry Cryer, Humphrey Lyttelton: The Little Book of Mornington Crescent (Orion: 2000) (112 S., ISBN 0-7528-1864-3)
- Tim Brooke-Taylor, Graeme Garden, Humphrey Lyttelton, Barry Cryer, Willie Rushton: I'm Sorry I Haven't a Clue: the Official Limerick Collection (Orion: 1998) (128 S., ISBN 0-7528-1775-2)
- Humphrey Lyttelton: The Best of Jazz (Robson Books: London, 1998) (423 S., ISBN 1-86105-187-5)
- Humphrey Lyttelton: The Best of Jazz: Vol 2 – Enter the Giants (Robson Books: London, 1998) (220 S., ISBN 1-86105-188-3)
- Julian Purser Humph: A discography of Humphrey Lyttelton 1945–1983 (Collectors Items: 1985) (49 S., ISBN 0-946783-01-2)
- Humphrey Lyttelton: Why No Beethoven?: Diary of a Vagrant Musician (Robson Books: 1984) (176 S., ISBN 0-86051-262-2)
- Humphrey Lyttelton: Jazz and Big Band Quiz (Batsford: 1979) (96 S, ISBN 0-7134-2011-1)
- Humphrey Lyttelton: The Best of Jazz 1: Basin Street to Harlem: Jazz Masters and Master Pieces, 1917–1930 (Taplinger Publishing Co: London, 1978) (220 S., ISBN 1-86105-188-3)
- Humphrey Lyttelton: Best of Jazz (Robson Books: 1978) (224 S., ISBN 0-903895-91-9)
- Humphrey Lyttelton: I play as I please: The memoirs of an Old Etonian trumpeter (MacGibbon and Kee: 1954) (200 S.)
- Humphrey Lyttelton: Second chorus (MacGibbon and Kee: 1958) (198 S.)
- Humphrey Lyttelton: Take it from the Top: An Autobiographical Scrapbook (Robson Books: 1975) (168 S., ISBN 0-903895-56-0)

## Nachweise
1. ↑  Nachruf in (Memento vom 11. Mai 2008 im Internet Archive) The Times
2. ↑  Jazz Podium 6/2008, S. 43